# Karl von der Aa

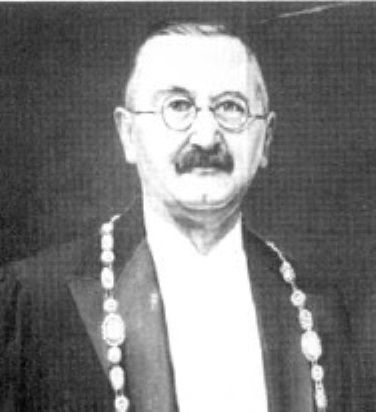
Karl-Wilhelm von der Aa

Karl Wilhelm von der Aa (* 7. Januar 1876 in Bremerhaven; † 1. Januar 1937 in Leipzig) war ein deutscher Wirtschaftspädagoge.

## Leben
Karl Wilhelm von der Aa war der Sohn des Schneidermeisters Anton von der Aa in Bremerhaven. Nach dem Tod seines Vaters 1883 verbrachte er seine Kindheit und Jugend bei Verwandten in Esens. Dort besuchte er die Rektorschule, nahm Privatunterricht und absolvierte bis 1896 das Lehrerseminar in Northeim. Seine erste Anstellung fand von der Aa als Volksschullehrer in Langenholtensen und danach an der Northeimer Bürgerschule. 1898 ließ er sich als Hilfslehrer an die Handelsschule nach Göttingen versetzen, um dort Vorlesungen auf ökonomischem Gebiet hören zu können.
1900 wurde er Ordinarius der Handelsabteilung der Handels- und Gewerbeschule Gnesen, ließ sich jedoch bereits drei Jahre später beurlauben, um 1904 an der Handelshochschule Leipzig sein Studium mit der Handelslehramtsprüfung zu beenden.
Am 18. Juli 1901 heiratete er Anna Wassmann aus Langenholtensen. 1903 wurde er Mitglied des Corps Hermunduria Leipzig.
Karl von der Aa wurde 1905 Direktor der Kaufmännischen Schule in Kassel und 1911 Direktor der Städtischen Höheren Handelslehranstalt in Bautzen in der Oberlausitz. Dort war er von 1919 bis 1922 Vorsteher der Stadtverordneten. Ab 1920 durfte er den Titel eines Professors führen.
Als der Senat der Handelshochschule Leipzig 1922 beschloss, erstmals in Deutschland einen Lehrstuhl zur Ausbildung von Handelslehrern einzurichten, fiel die Wahl 1923 auf Karl von der Aa. Dies war die Geburtsstunde der Wirtschaftspädagogik. Er erhielt zum 1. April 1923 den Lehrstuhl für Handelsschulpädagogik und betriebswirtschaftliche Nachbargebiete, den er bis zum Tod 1937 innehatte. Von 1924 bis 1926 war er zudem Rektor der Handelshochschule. Im November 1933 unterzeichnete er das Bekenntnis der deutschen Professoren zu Adolf Hitler.
Karl von der Aa gehörte vor 1933 zeitweilig der Deutschen Volkspartei an, war Mitglied der Internationalen Gesellschaft für kaufmännisches Bildungswesen und Mitglied des Deutschen Verbandes für das kaufmännische Bildungswesen. Zudem schloss er sich der Görlitzer Freimaurerloge Zur Morgenröte an.

## Werke
Karl von der Aa verfasste mehrere Lehrbücher zur Wirtschaftslehre und zur Wirtschaftsgeografie. Sein Lehrbuch Volk, Raum, Wirtschaft erschien bis 1945 in 18 Auflagen und sein Lehrbuch des kaufmännischen Schriftverkehrs mit Vertragskunde bis 1944 in sieben Auflagen.